# Leptogenys microps
Leptogenys microps är en myrart som beskrevs av Bolton 1975. Leptogenys microps ingår i släktet Leptogenys och familjen myror. Inga underarter finns listade i Catalogue of Life.